# Proteinska familija
Proteinska familija je grupa evoluciono-povezanih proteina. Ovaj termin je ćesto sinoniman sa terminom genska familija. Termin proteinska familija ne treba poistovećivati sa familijom koja se koristi u taksonomiji.
Proteini jedne familije potiču od zajedničkog prethodnika (i.e. oni su homologni) i tipično imaju slične tri-dimenziona strukture, funkcije, i znatnu sličnost sekvenci. Iako je teško proceniti značaj funkcionalnih ili strukturnih sličnosti, postoji prilično dobro razvijen okvir za procenu značaja sličnosti između grupa sekvenci koristeći metode poravnavanja sekvenci. Za proteine koji ne dele zajedničkog pretka postoji vrlo mala verovatnoća da će pokazati statistički značajanu sličnost sekvenci. Iz tog razloga je poravnavanje sekvenci moćno oruđe za identifikaciju članova proteinskih familija.
Trenutno je preko 60,000 proteinskih familija definisano, mada dvosmislenost u definiciji proteinske familije dovodi različite istraživače do znatno različitih brojeva.

## Literatura
- Ouellette, B. F. Francis; Baxevanis, Andreas D. (2005). Bioinformatics: a practical guide to the analysis of genes and proteins. New York: Wiley-Interscience. ISBN 0-471-47878-4.